# Ландсбергер, Бенно
Бенно Ландсбергер (нем. Benno Landsberger; 21 апреля 1890, Фридек-Мистек, Австрийская Силезия — 26 апреля 1968, Чикаго) — немецкий и американский ассириолог, шумеролог и хеттолог.

## Биография
Родом из евреев. С 1908 году изучал ориенталистику в Лейпцигском университете. Среди его учителей были арабист Август Фишер и ассириолог Генрих Циммерн. В 1913 году там же защитил диссертацию.
В 1914 году призван на службу в австрийскую армию. Служил на Восточном фронте, где в 1916 году был тяжело ранен и награждён Золотым крестом за заслуги.
После войны в 1920 году защитил в Лейпцигском университете диссертацию на степень хабилитированного доктора и в 1926 году назначен чрезвычайным профессором. В 1928 году, как преемник известного ориенталиста Петера Йенсена, получил должность полного профессора в Марбургском университете, однако уже в 1929 году вернулся в Лейпциг как преемник Г. Циммерна. Сыграл большую роль в чтении шумерских и эламских документов, был одним из сторонников гипотезы о прототигридских языках.
В 1935 году уволен нацистами с должности, после чего по приглашению Анкарского университета переехал туда на работу, где участвовал в организации новообразованного факультета языков, истории и географии.
В 1948 году приглашён на работу в Восточный институт Чикагского университета, директором которого был Торкильд Якобсен, где проработал до 1955 года. В этот период принял американское гражданство.
В 1958 году стал членом-корреспондентом Саксонской академии наук.

## Сочинения
- Der kultische Kalender der Babylonier und Assyrer: I. Die altbabylonischen Lokalkalender, Leipzig 1914 (Dissertation) (Leipziger semitistische Studien. Bd 6, H. 1. 1915)
- Assyrische Handelskolonien in Kleinasien aus dem dritten Jahrtausend, Leipzig 1925 (Der Alte Orient, Bd. 24. H. 4)
- Die Fauna des alten Mesopotamien nach der 14. Tafel der Serie Har-ra=Hubullu, Hirzel, Leipzig 1934 (Abhandlungen der Sächsischen Akademie der Wissenschaften zu Leipzig, Philologisch-Historische Klasse, Bd. 42, Nr. 6)
- Die Serie ana ittisu, Pontificum Institutum Biblicum, Rom 1937 (Materialien zum sumerischen Lexikon, Bd. 1)
- Sam’al. Karatepe herabelerinin keşfi ile ilgili araştirmalar; Birinci kisim, Türk tarih Kurum basimevi, Ankara 1948 (Türk tarih Kurumu Yayinlarindan, no 16 a)
- The date Palm and its by-products, 1967
- Nachruf auf Heinrich Zimmern. In: Zeitschrift für Assyriologie 40, 1932, S. 133—143
- Zur 100. Wiederkehr des Geburtstages von Heinrich Zimmern. In: Forschungen und Fortschritte. Nachrichtenblatt der deutschen Wissenschaft und Technik 36, 1962, S. 219—220[7]
- August Fischer zum 70. Geburtstag, Forschungen und Fortschritte 11, 1935, S. 62-63.